# 拉丁帝国
拉丁帝国（1204年－1261年），是1204年十字军第四次东征時，攻陷拜占庭帝国的首都君士坦丁堡后建立的国家。鲍德温一世為開國君主。十字军想在拜占庭帝国领土上建立一个西方教會国家，藉此取代東方教會的拜占庭帝国。

## 國名考究
「拉丁帝國」如同「拜占庭帝國」，皆非當時正式國號，而係後世史家所發明，用來区分古典時代羅馬帝國、中世紀以東歐君士坦丁堡為首都之羅馬帝國、以及十字軍所建立之羅馬帝國，因為三者均自號羅馬。由於十字軍乃天主教徒，以拉丁為禮拜及學術用語文，異於當時拜占庭帝國東正教使用希臘語文，故以拉丁帝國名之。當時拜占庭人則稱之為法蘭克治下（Frankokratia/Φραγκοκρατία）或拉丁治下 （Latinokratia/Λατινοκρατία）。因為天主教會以神聖羅馬帝國為正統，故西方稱之為君士坦丁堡帝國（imperium Constantinopolitanum）。與此同時，統治拉丁帝國的十字軍知道君士坦丁堡的確是東羅馬帝國的首都，而當中使用希臘語的居民都一直自認是「羅馬人（Romaioi）」，所以每當稱謂拉丁帝國，都常用「羅馬」之名，如羅馬尼亞（Romania）、羅馬人帝國（imperium Romanorum）、羅馬尼亞帝國（imperium Romaniae）。至於帝號，除了君士坦丁堡皇帝之外，甚至幾乎完全繼承東羅馬帝國的皇帝名銜稱呼。

## 歷史
1202年由教宗諾森三世发起的第四次十字军东征，起初矛头对准阿尤布王朝统治的埃及。但远征途中，在威尼斯人的唆使下，主要由法国人组成的十字军转而进攻信仰東正教的拜占庭帝国，洗劫了君士坦丁堡并控制了希腊的大部分地区。威尼斯从中渔利，获得了爱琴海地区的多个城市和岛屿。但拜占庭帝国的残余势力在小亚细亚和巴尔干组织了反抗力量，其中发挥主要作用的是残存在小亚细亚西部的尼西亚帝国。1261年7月，尼西亚帝国的米海尔八世利用拉丁帝國的保護者──威尼斯共和國將海軍抽回去對抗熱那亞的機會，藉由熱那亞海軍的幫助，一舉收复了君士坦丁堡，驱逐了君士坦丁堡的鲍德温二世，拉丁帝国灭亡。米海尔八世加冕为“罗马皇帝”，拜占庭帝国复国。但鲍德温二世仍然以罗马尼亚皇帝头衔领有亞該亞地区的拉丁城市。
1383年，拉丁帝国继承人雅克去世，没有子女，指定安茹公爵路易一世为帝国继承人，但路易没有自称拉丁皇帝，拉丁帝国皇帝的宣称权终结。